# Smečka (film)
Smečka (v anglickém originále Pride) je britský rodinný film z roku 2004. Režisérem filmu je John Downer. Hlavní role ve filmu ztvárnili Kate Winslet, Sean Bean, Helen Mirren, Jim Broadbent a Robbie Coltrane.

## Obsazení
| Kate Winslet     | Suki     |
| Sean Bean        | Dark     |
| Helen Mirren     | Macheeba |
| Jim Broadbent    | Eddie    |
| Robbie Coltrane  | James    |
| Martin Freeman   | Fleck    |
| Rupert Graves    | Linus    |
| John Hurt        | Harry    |
| Kwame Kwei-Armah | Lush     |

## Ocenění
Film byl nominován na dvě ceny Emmy.